# ギミック (プロレス)
ギミック（英語: gimmick）とは、プロレスラーの触れ込みのこと。プロレスにおいてリング上やテレビ番組上で演技がなされる。

## 概要

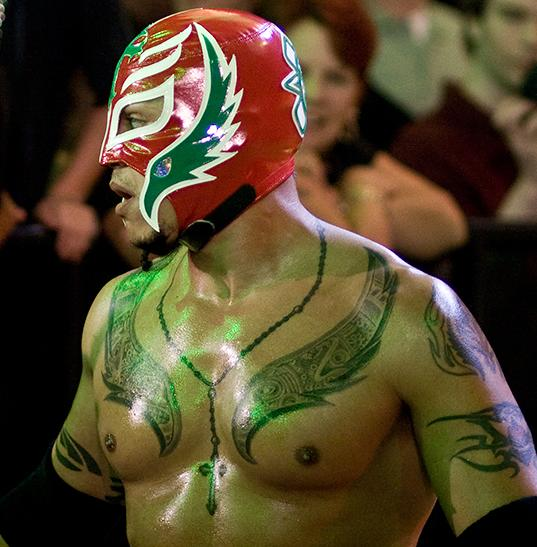
WWEのレスラー、レイ・ミステリオはメキシコの「ルチャドール（戦士）」のギミックを用いた

アングルを展開する上で、またヒールやベビーフェイスを演じる上でのバックグラウンドとして、選手本来のキャラクターとは別にシナリオに適したキャラクターが作り出される。古くは貴族のような出で立ちと振る舞いのゴージャス・ジョージ、第二次世界大戦時の日本の軍人をイメージしたグレート東郷など、プロレス創生期からギミックは存在する。
ギミックはレスラーのキャラクターを立たせることで、観客の感情移入を容易にし、試合に熱中させやすくするという利点がある。フレッド・ブラッシーに代表される噛み付きやレフェリーにわからないように繰り出す反則行為など、ヒールの憎々しいレスリング術とパフォーマンスはその最たるもので、前述のグレート東郷は卑劣な反則技を繰り返し、反日感情の渦巻くアメリカで憎悪を一身に集めた。また日本では、初めて来日する外国人レスラーはギミックのみが来日前に喧伝されることが多く、ファンの想像をかき立てさせている。
ギミックは、エンターテインメント性が高く、かつリングネームで出場する人物が多いアメリカ合衆国のWWEにて多用されている。特にWWEの場合では、一部選手に24時間ギミックで過ごすことを契約に盛り込む場合もある。
プロレスファンに選手を覚えてもらうために、わざとインパクトのあるキャラクター設定を行う場合も多い。たとえばロード・ウォリアーズの「デビュー前はスラム街でネズミを食べていた」など。特に日本ではかつて梶原一騎の一連のコミックスで実際のエピソードをもとにフィクションを織り交ぜていたため、レスラーに対してギミックと実際が混在していた。
プロレス界では「xx兄弟」、「xx一家」と称している場合でも、血縁関係が無いことがある。これはビジネス・ブラザーズなどと呼称され、これもギミックの一種といえるが、実はいとこ同士だったり、一部の兄弟は本当の兄弟であることもある。たとえばザ・ファンクスの場合、ドリーとテリーは本当の兄弟だが、1986年頃のWWFでドリーの子分としてファンクスに入っていたジミー・ジャック・ファンクは他人である。
血縁関係ありの例はメキシコ・ルチャリブレ界には非常に多く、実際に実子が「イホ・デル」や「ジュニア」と名乗って活動する場合も比較的多い。アメリカなどでもシャープ兄弟、バション兄弟（マッドドッグ・バション&ブッチャー・バション）、ファンク兄弟、ブリスコ兄弟（ジャック・ブリスコ&ジェリー・ブリスコ）、フォン・エリック一家、ハート一家、アノアイ・ファミリー、ハーディー兄弟、ハース兄弟、ハーレム・ヒート、ロス・ゲレロズ（エディ・ゲレロ&チャボ・ゲレロ）、コロンズ（カリート&プリモ）、ウーソズなどがいる。プロレス界でもプロモーターだけでなくレスラーも『ファイティング・ファミリー』のモデルとなったナイト･ファミリーのように、一家でファミリービジネスで取り組むケースも多くみられる。
一方、血縁関係なしでの例では東郷ブラザーズ、アンダーソン兄弟、バリアント兄弟、バス兄弟、グラハム一家、バシャム兄弟、ダッドリー兄弟、破壊兄弟、エッジ&クリスチャン、ホーリーズ（ハードコア・ホーリー&クラッシュ・ホーリー&モーリー・ホーリー）、佐山聡&前田日明（イギリスでのサミー・リー&クイックキック・リー）などがある。
フリッツ・フォン・エリックとワルドー・フォン・エリックのように、同じナチス・ギミックでビジネス・ブラザーズでもあるという例もある。なお、ワルドーはカナダ出身、フリッツに至ってはユダヤ人だったが、このようにギミック上の出身地・経歴が実際とかけ離れているというのもプロレス界では決して珍しくはなく、WWEのルセフとラナは、それぞれブルガリアとアメリカ出身でありながらも、一時期ロシア出身として活動していた。また、東京出身のマサ斉藤がアメリカで活動していた時期に、Tokyoはアメリカでもなじみがあるとして、出身地をOsakaとしていた時期がある。

## ギミックチェンジ

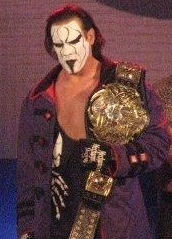
スティングの1990年代半ばのギミック・チェンジは、1994年の映画『クロウ/飛翔伝説』の影響を受けた

ギミックを変更することをギミックチェンジという。人気が低迷しているレスラーの改善策として実施されることが多いが、人気レスラーがアングル上の必要により行う場合もある。多くの場合、リングネームや外見の変更が伴う。D-ジェネレーションXとして出場時のショーン・マイケルズやトリプルHなどが代表例として挙げられる。
またアメリカでは、ギミックに伴うリングネームが団体の権利になっており、移籍すると以前のリングネームが使えなくなるという例も多い。
この他、同一団体の興行においては、「ヒールが改心してベビーフェイスに転向」・「ベビーフェイスが闇落ちしてヒールに転向」といった、観客を飽きさせないための演出がなされる。

## 小道具としてのギミック
プロレスラーのキャラクターという意味ではなく、プロレスラーのキャラクターを抱かせるために使われる小道具のことをギミックと呼ぶことがある。もとはジュース（流血）するためのカミソリを仕込んだ小道具を指すことが多いが、今日では前述したゴージャス・ジョージ他が使用したガウンや日系レスラーの田吾作タイツ姿と下駄や足袋といったコスチューム、入場の際に民族をアピールするため掲げる国旗類（その多くは実際には別の民族国籍のレスラーが該当民族に扮している）のほか、悪役レスラーが使用する凶器シューズ、ザ・シークの火炎、タイガー・ジェット・シンのサーベル、上田馬之助の竹刀、スタン・ハンセンのブルロープ、ブルーザー・ブロディのチェーン、毒霧などからマスクや凶器などの小道具、はてはジェイク・ロバーツが持ち込んだ蛇やリッキー・スティムボートが持ち込んだ大トカゲといった小動物もギミックと呼ばれる。
覆面レスラーは当初ライセンス等の問題で身分を隠す必要性から生じたものであったが、次第にペイントレスラー同様、ギミックの要素として活用されていく。

## 日本におけるギミック
日本では、全面的にギミックが適用されているのは覆面レスラーが中心で、みちのくプロレスや大阪プロレス、ハッスルでは地域に関連したものをギミックとして用いたレスラーが多い。最近ではDDTプロレスリングを始めとするエンタテインメントを前面に打ち出した団体において覆面でなくともギミックを取り入れるレスラーが目立つようになった。
部分的にギミックが適用されているレスラーも存在する。代表例は佐々木健介、北斗晶、中嶋勝彦の「健介ファミリー」である。健介と北斗は戸籍上も夫婦であるが、中嶋は弟子であって実子ではない。しかし、「健介ファミリー」として登場するときはギミック上健介と北斗の息子となり、また北斗も「鬼嫁」を演じている。
川田利明は全日本プロレスに所属していた時期、普段は饒舌であってもリング上やインタビューでは寡黙な姿勢をギミックとして貫いた（その後、ギミックチェンジしてハッスルやテレビ番組への出演等では饒舌になっている）。全日本プロレスではわざと唾を飛ばしたりコミカルな動きで逃げたりといった試合展開を導入していた。
また、日本国内で行われるK-1や総合格闘技の選手にも、感情移入を計らせるためギミックを付与されることがある。代表的なものは、ブアカーオ・ポー.プラムックやクイントン・ジャクソンなどに与えられた貧困層ギミックである。

### 日本人ギミックレスラーの代表例
- 覆面レスラー
  - タイガーマスク：コミック・アニメ

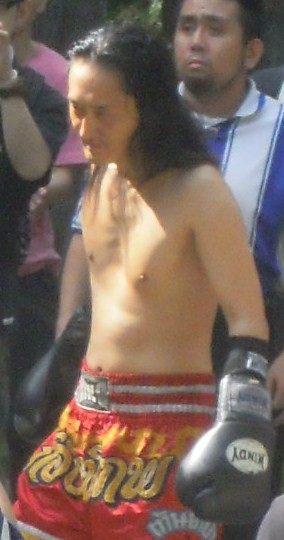
グローブを装着してプロレスの試合に臨むタノムサク鳥羽

  - 獣神サンダー・ライガー：コミック・アニメ
- ペイントレスラー
  - ザ・グレート・カブキ
  - グレート・ムタ
- 新崎人生：巡礼者
- キラー・カーン：モンゴリアン
- 二瓶一将：暴力団組長
- ストーカー市川：ブラックデビル
- 男色ディーノ：ゲイ
- タノムサク鳥羽：ムエタイ
- DJニラ：ディスクジョッキー
- グレート-O-カーン：支配者（外見はキョンシーおよびモンゴリアン）
- 紅夜叉：レディース（女性暴走族）
- ぬまっち：土木作業員
- 穂積詩子：ジュリアナ東京を彷彿とさせる羽根扇子とボディコン服
- 乱丸：くノ一
- バンビ：女王様
- 宝城カイリ：海賊
- SARRAY：魔法少女